# This Just Might Be... the Truth
This Just Might Be the Truth är hardcorebandet Refuseds debutalbum, utgivet musikåret 1994.

## Låtlista
1. "Intro" - 1:31
2. "Pump the Brakes" - 2:54
3. "Trickbag" - 2:17
4. "5th Freedom" - 3:16
5. "Untitled" - 2:08
6. "Strength" - 3:29
7. "Our Silence" - 2:59
8. "Dust" - 2:48
9. "Inclination" - 2:38
10. "Mark" - 2:50
11. "Tide" - 2:07
12. "Bottom" - 2:14